# (31268) Welty
(31268) Welty est un astéroïde de la ceinture principale.

## Description
(31268) Welty est un astéroïde de la ceinture principale. Il fut découvert le 16 mars 1998 à Cocoa par Ian P. Griffin. Il présente une orbite caractérisée par un demi-grand axe de 2,64 UA, une excentricité de 0,13 et une inclinaison de 10,3° par rapport à l'écliptique.

## Compléments